# Thüringer Energie Team/Saison 2008
Diese Liste beschreibt die Mannschaft und die Erfolge des Radsportteams Thüringer Energie Team in der Saison 2008.

## Erfolge in der UCI Europe Tour
In den Rennen der UCI Europe Tour Saison 2008 der UCI Europe Tour gelangen die nachstehenden Erfolge.
| Datum         | Rennen                                           | Fahrer                 |
| ------------- | ------------------------------------------------ | ---------------------- |
| 11. Juni      | 2. Etappe Internationale Thüringen Rundfahrt     | John Degenkolb         |
| 14. Juni      | 5. Etappe Internationale Thüringen Rundfahrt     | Patrick Gretsch        |
| 10.–15. Juni  | Gesamtwertung Internationale Thüringen Rundfahrt | Patrick Gretsch        |
| 21. Juni      | 2. Etappe Mainfranken-Tour                       | Marcel Barth           |
| 7. September  | Memorial Davide Fardelli                         | Marcel Kittel          |
| 3.–4. Oktober | Bundesliga U23 Gesamt-Teamwertung                | Thüringer Energie Team |
| 3.–4. Oktober | Bundesliga U23 Gesamt-Einzelwertung              | John Degenkolb         |
| 3.–4. Oktober | Bundesliga U23 Gesamt-Nachwuchswertung           | John Degenkolb         |

## Mannschaft
| Teamkader 2008  | Teamkader 2008    | Teamkader 2008                  | Teamkader 2008     |
| Name            | Geburtsdatum      | Land                            | Vorheriges Team    |
| --------------- | ----------------- | ------------------------------- | ------------------ |
| Marcel Barth    | 22. Mai 1986      | Deutschland                     |                    |
| Daniel Becke    | 12. März 1978     | Deutschland                     | Team Milram (2006) |
| John Degenkolb  | 7. Januar 1989    | Deutschland                     |                    |
| Oliver Giesecke | 12. Juli 1988     | Deutschland                     |                    |
| Patrick Gretsch | 7. April 1987     | Deutschland                     |                    |
| Florian Harbig  | 7. Juli 1989      | Deutschland                     |                    |
| Karsten Hess    | 25. August 1987   | Deutschland                     |                    |
| Marcel Kittel   | 11. Mai 1988      | Deutschland                     |                    |
| Philipp Klein   | 24. April 1988    | Deutschland                     |                    |
| Maximilian May  | 6. Oktober 1988   | Deutschland                     |                    |
| Sebastian May   | 6. Oktober 1988   | Deutschland                     |                    |
| Nils Plötner    | 7. Mai 1989       | Deutschland                     |                    |
| Lucas Schädlich | 25. November 1988 | Deutsche Demokratische Republik |                    |
| Florian Frohn   | 17. April 1987    | Deutsche Demokratische Republik |                    |
|                 |                   |                                 |                    |
| Quelle: UCI     |                   |                                 |                    |

Anmerkung: Marcel Barth